# Frank Lucas
Frank Lucas (La Grange, 9 september 1930 – Cedar Grove, 30 mei 2019) was een Amerikaans drugsdealer en baas in de georganiseerde misdaad in Harlem (New York) van 1969-1975. Hij werd vooral bekend door het uitschakelen van tussenpersonen in de drugshandel door het rechtstreeks  inkopen van de heroïne bij de bron in de Gouden Driehoek. Lucas is bij een groot publiek bekend vanwege de smokkel van heroïne in doodskisten van Amerikaanse militairen, hetgeen echter ontkend wordt door zijn Zuidoost-Aziatische kompaan Leslie "Ike" Atkinson.
Lucas beweerde in de misdaad terecht te zijn gekomen na getuige geweest te zijn van de moord op zijn twaalfjarige neefje door de Ku Klux Klan omdat deze naar een blanke vrouw zou hebben gekeken. Met de Amerikaanse sergeant Leslie Ike Atkinson (bijgenaamd Sergeant Smack) smokkelde hij uiteindelijk heroïne naar Amerika. Volgens Lucas in de dubbele bodem van nagemaakte doodskisten, volgens Atkinson in meubels. Lucas verkocht de drugs zelf in 116th Street, waardoor hij naar zijn zeggen een miljoen dollar per dag verdiende.
In 1975 werd Lucas opgepakt en in 1976 veroordeeld tot 70 jaar gevangenisstraf, waarvan hij er maar vijf uitzat, dit vanwege het feit dat hij als informant hulp gaf in 100 andere drugsgerelateerde zaken. In 1984 kreeg hij zeven jaar celstraf omdat hij had geprobeerd met $ 13.000 en een ounce heroïne een kilo cocaïne te kopen. Hiermee riskeerde Lucas een levenslange straf wegens het schenden van de voorwaarden van zijn voorwaardelijke vrijlating. In 1991 kwam hij op vrije voeten.
Frank Lucas was getrouwd en had zeven kinderen. Zijn zoon Frank Lucas jr. is hiphopartiest.
Het leven van Lucas stond model voor de film American Gangster met Denzel Washington als Lucas. Ook verschijnt hij in seizoen 4 in de serie Godfather of Harlem.
Hij overleed op 88-jarige leeftijd.